# Требень
Требень (пол. Trebień) — село в Польщі, у гміні Беляни Соколовського повіту Мазовецького воєводства.
Населення — 190 осіб (2011).
У 1975-1998 роках село належало до Седлецького воєводства.

## Демографія
Демографічна структура станом на 31 березня 2011 року:
|          | Загалом | Допрацездатний вік | Працездатний вік | Постпрацездатний вік |
| -------- | ------- | ------------------ | ---------------- | -------------------- |
| Чоловіки | 94      | 18                 | 64               | 12                   |
| Жінки    | 96      | 23                 | 48               | 25                   |
| Разом    | 190     | 41                 | 112              | 37                   |